# Ati Kepo
Ati Kepo (ur. 15 stycznia 1996) – papuański piłkarz grający na pozycji napastnika w klubie PRK Hekari United oraz reprezentacji Papui-Nowej Gwinei. W kadrze zadebiutował 8 lipca 2019 w starciu z Samoa. W tym samym meczu zdobył pierwszą bramkę w drużynie narodowej. Został powołany na Puchar Narodów Oceanii 2024.